# 小松陣屋
小松陣屋（日文：こまつじんや）為位於愛媛縣西條市小松町新屋敷（伊予國新居郡）的陣屋，即小松藩藩廳。

## 概要
本陣屋為1636年一柳直賴修築。一柳直賴為伊勢國神戸藩藩主一柳直盛的三男。在父親一柳直盛前往伊予國西條藩新領地途中在大阪去世後，一柳直賴開始在父親遺領內修建此陣屋。
本陣屋擁有兩個有眺望台的門與三個普通的門，擁有藩邸、御殿、家臣住所、太鼓櫓、馬廄等設施。本藩於戊辰戰爭中加入新政府軍。

## 遺跡
此武家屋敷現在仍留有部分。菩提寺的佛心寺內的供待、御靈屋門、會所建築都還保存著。至於門有無法確定的宗像神社門（新居濱市八雲町10-13）、德藏寺山門（市内廣江364-1）的坂下門與覺法寺山門（市内冰見乙1136）。太鼓櫓則遷建明勝寺。